# Marion Meister
Marion Meister, geb. Weiße (* 1974 in Wolfratshausen), ist eine deutsche Kinder- und Jugendbuchautorin.

## Leben
Marion Meister studierte an der Hochschule für Film und Fernsehen „Konrad Wolf“ Animationsfilm. Nach ihrem Abschluss arbeitete sie als freie Illustratorin für diverse Kinder- und Schulbuchverlage.
Zusammen mit ihrem Mann Derek Meister schreibt sie seit 2005 Kinderbücher. Marion Meister ist seit 2012 hauptberuflich Autorin.
Seit 2022 ist sie Mitglied bei Phantastik-Autoren-Netzwerk (PAN).

### Preise
Ihr Near-Future Jugendroman „White Maze“ (unter dem Pseudonym June Perry) wurde 2019 mit dem Hans-Jörg-Martin-Preis (Friedrich-Glauser-Preis) für den besten Kinder- und Jugendkrimi ausgezeichnet.
„White Maze“ gewann 2019 die Goldene Leslie, den Jugendliteraturpreis des Landes Rheinland-Pfalz.

## Werke

### Jugendbücher
- Julie Jewels – Perlenschein und Wahrheitszauber. Band 1, Fischer KJB 2018
- Julie Jewels – Silberglanz und Liebesbann. Band 2, Fischer KJB 2018
- Julie Jewels – Mondsteinlicht und Glücksmagie. Band 3, Fischer KJB 2019

- White Maze – Du bist längst mitten drin (unter Pseudonym June Perry) Arena Verlag, 2018
- LifeHack – Dein Leben gehört mir (unter Pseudonym June Perry) Arena Verlag 2019

- Circles of Fate – Schicksalsfluch, Arena Verlag 2021
- Circles of Fate – Schicksalssturm, Arena Verlag 2021
- Circles of Fate – Schicksalskampf, Arena Verlag 2022
- Circles of Fate – Schicksalserwachen, Arena Verlag 2022

### Cosy Crime/Landkrimi
- Blaubeermorde (unter Pseudonym Mareike Marlow), Knaur 2016
- Blutroter Flieder (unter Pseudonym Mareike Marlow), Knaur 2016

### Kinderbücher
- Das Festival der Magie (Pseudonym Mara Peters), Arena Verlag 2023
- Sternenschiff Argon: Fantastische Entdeckungen. Band 1 (mit Derek Meister), Coppenrath Verlag, 2016
- Sternenschiff Argon: Der Wolkenplanet. Band 2 (mit Derek Meister), Coppenrath Verlag, 2016
- Sternenschiff Argon: Der Weltenmacher. Band 3 (mit Derek Meister), Coppenrath Verlag, 2017

- Hanna und Professor Paulchen – Ponystark und ziegenfrech, Band 1, Loewe Verlag 2009
- Hanna und Professor Paulchen – Schleckermaul im Ponystall, Band 2, Loewe Verlag, 2009
- Hanna und Professor Paulchen – Ein Pony schmiedet Pläne, Band 3, Loewe Verlag, 2010
- Hanna und Professor Paulchen – Ein Pony tanzt aus der Reihe, Band 4, Loewe Verlag 2010
- Hanna und Professor Paulchen – Ein Pony und das große Glück, Band 5, Loewe Verlag, 2011
- Hanna und Professor Paulchen – Ein Pony büxt aus, Band 6, Loewe Verlag 2011

- Das Grosse Drachenrennen – Drachenhof Feuerfels. Band 1 (mit Derek Meister), Loewe Verlag, 2006
- Der magische Drachenstein – Drachenhof Feuerfels. Band 2 (mit Derek Meister), Loewe Verlag, 2006
- Der Fluch des Drachenvolks – Drachenhof Feuerfels. Band 3 (mit Derek Meister), Loewe Verlag, 2007
- Der Dämon der Drachenstadt – Drachenhof Feuerfels. Band 4 (mit Derek Meister), Loewe Verlag, 2007
- Die Macht der Drachenmönche – Drachenhof Feuerfels. Band 5 (mit Derek Meister), Loewe Verlag, 2008
- Die vergessene Drachenfestung – Drachenhof Feuerfels. Band 6 (mit Derek Meister), Loewe Verlag, 2009